# Żagary
Żagary (polnisch für Feuersbrunst) war eine polnische Literaturzeitschrift, die 1931–1934 in Vilnius erschien und von Stanisław Mackiewicz herausgegeben wurde. Um die Zeitschrift entstand eine gleichnamige literarische Gruppe, zu der u. a. Teodor Bujnicki, Henryk Dembiński, Antoni Gołubiew, Mieczysław Jastrun, Czesław Miłosz, Jerzy Putrament, Aleksander Rymkiewicz und Jerzy Zagórski gehörten. In ihren Texten reflektierten sie die krisenhafte Situation der polnischen Gesellschaft in den frühen 1930er Jahren.

## Quelle
- Otto Mallek: Żagary. In: Herbert Greiner-Mai (Hg.): Kleines Wörterbuch der Weltliteratur. VEB Bibliographisches Institut Leipzig 1983. S. 305.